# كوداكية مائلة
كوداكية مائلة (الاسم العلمي: Codakia perobliqua) (بالإنجليزية: Peroblique Lucine)‏ هي نوع من الرخويات تتبع جنس الكوداكية من فصيلة اللوسينات.